# Opigena
Opigena é um gênero de traça pertencente à família Arctiidae.